# Michael Arndt
Michael Arndt (McLean, Virgínia) és un guionista estatunidenc que ha aconseguit l'Oscar al millor guió original per la pel·lícula de 2006 Petita Miss Sunshine. Antic ajudant a Matthew Broderick, Michael Arndt aconseguia el definitiu somni per a un guionista: aconseguir l'Oscar en el seu primer guió per al cinema. A més a més, ha obtingut nou premis més per aquest guió, entre ells el BAFTA.

## Filmografia
- Petita Miss Sunshine (2006) (guionista)
- Toy Story 3 (2010) (guionista)